# Rupert von Neuenstein

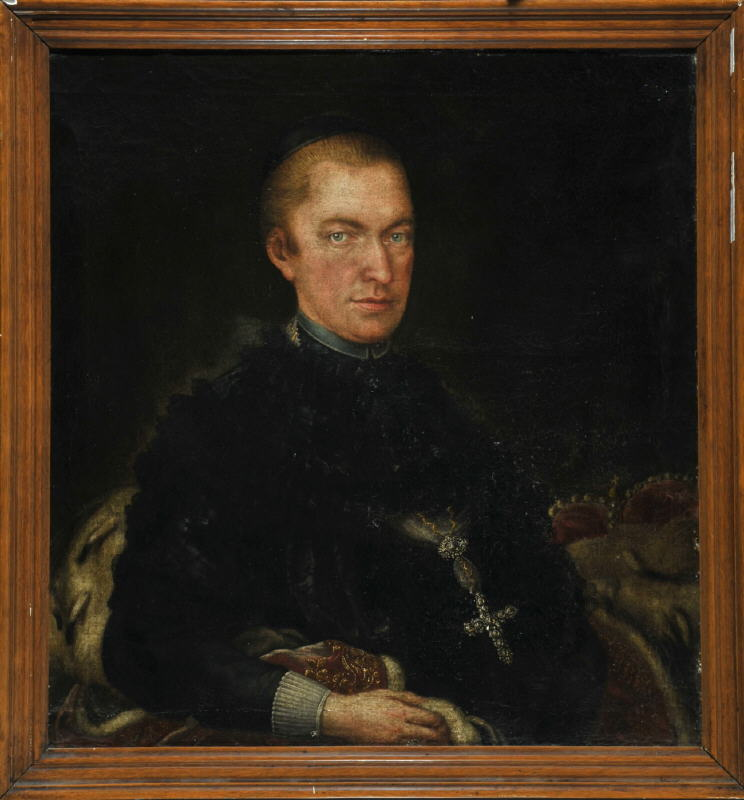
Johann Michael Koneberg zugeschriebenes Porträt von Rupert von Neuenstein

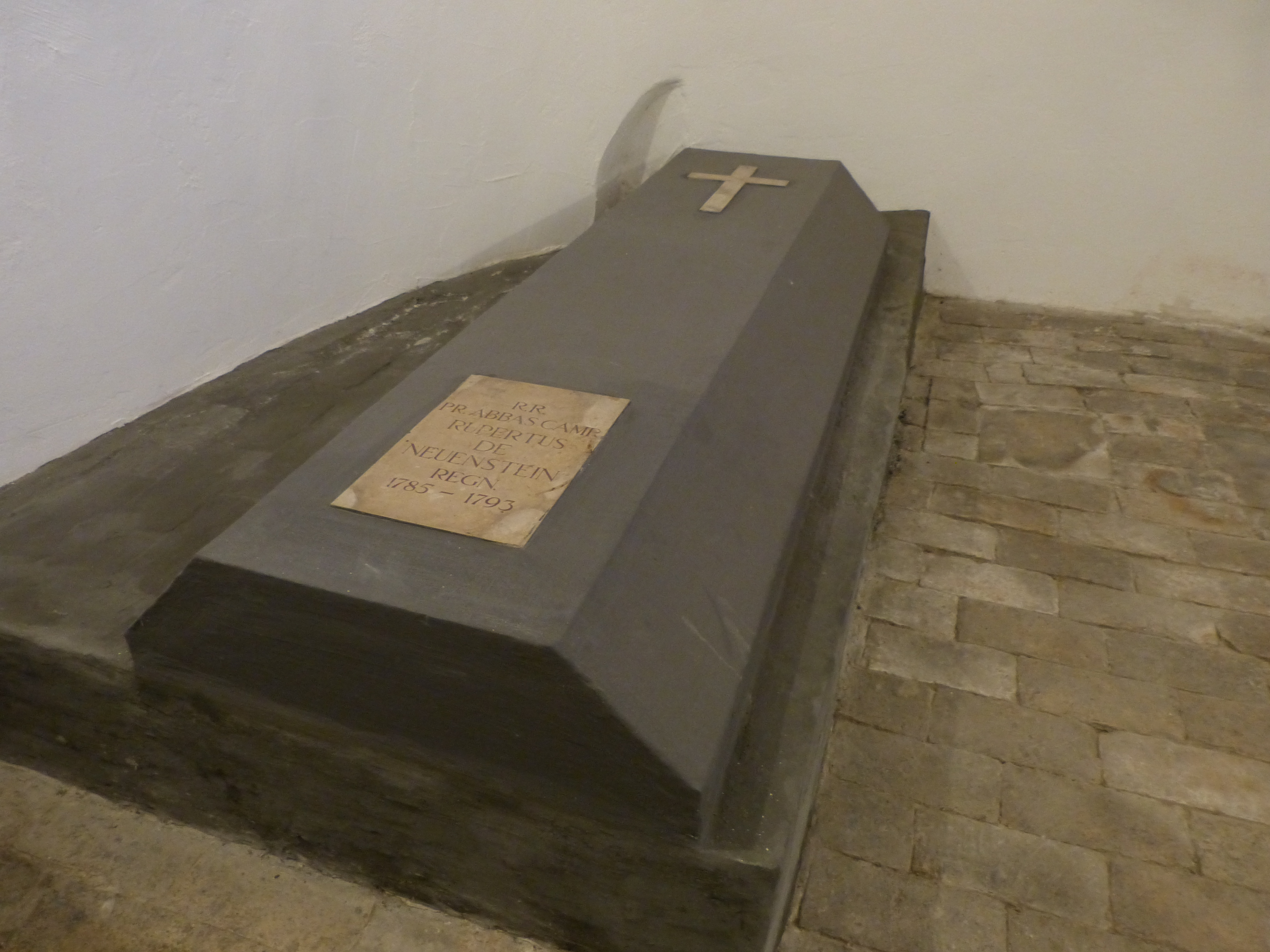
Grab von Rupert II. von Neuenstein in der Krypta von St. Lorenz

Rupert von Neuenstein (* 16. Mai 1736 in Meßkirch; † 8. August 1793 in Marktoberdorf) war von 1785 bis 1793 Fürstabt des Fürststifts Kempten.

## Herkunft und Leben
Rupert von Neuenstein entstammte einem badisch-elsässischen Adelsgeschlecht, das seinen Stammsitz ursprünglich auf Burg Alt-Neuenstein bei Lautenbach hatte.
Er wurde 1760 zum Professor der Philosophie ernannt, war ab 1765 Hofrat, vier Jahre später Vizedekan und ab 1775 Großdekan, bevor er am 27. Dezember 1785, im Alter von 50 Jahren, zum Nachfolger von Fürstabt Honorius Roth von Schreckenstein gewählt wurde.
Neuenstein starb im August 1793 an einem Schlaganfall. Er wurde bei seinen Amtsvorgängern in der Gruft der Stiftskirche St. Lorenz bestattet.

## Wirken
Neuenstein bemühte sich, das allgemeine Schulwesen im Stiftsgebiet zu reformieren und galt als Förderer der Volksbildung.
Mit seinem Regierungsantritt hatte der Geist der Aufklärung im Stift Einzug gehalten. Doch die aufklärerischen Zielsetzungen und Ideen des neu gewählten Fürstabts führten zu Spannungen innerhalb des Konvents, der sich nun in zwei Lager spaltete, in ein konservatives um die Mehrheit des Stiftskapitels und ein reformerisch-aufklärerisches um Rupert von Neuenstein. Als die Auseinandersetzungen innerhalb des Stifts zu eskalieren drohten, klagte Neuenstein das Kapitel bei Papst Pius VI. an, während die Führung des konservativen Flügels eine päpstliche Kommission unter der Leitung von Martin Gerbert, dem Fürstabt von St. Blasien, erwirken wollte. Doch der Tod Gerberts und Neuensteins im Jahr 1793 verhinderten Vermittlungsversuche von Seiten des Papstes.
Der bereits 1770 unter Fürstabt Honorius Roth von Schreckenstein zum Hofkaplan bestellte Aufklärungstheologe und Freimaurer Dominikus von Brentano fand in Neuenstein einen eifrigen Unterstützer und Förderer. Auf Veranlassung von Neuenstein nahm Brentano ab 1789 eine vom Urtext ausgehende historisch-kritische Bibelübersetzung vor und versah sie mit Kommentaren.

### Bautätigkeit
Während Neuensteins Regierungszeit wurde 1788 im Fürststift eine Stiftsbrauerei eingerichtet. Er erweiterte die Gartenanlagen der bereits unter Rupert von Bodman zum Schloss umgebauten Burg Wagegg und stattete sie mit Wasserspielen und künstlich angelegten Weihern aus. Außerdem ließ er zwischen 1791 und 1793 in Buchenberg eine neue, dem heiligen Magnus geweihte Kirche errichten und im Louis-seize-Stil aufwendig ausstatten.